# Polyptyque Averoldi
Le Polyptyque Averoldi  (Pollittico Averoldi en italien) est une peinture  religieuse du Titien, datée et signée de 1522 et conservée en l'église Saint-Nazaire-et-Saint-Celse de Brescia en Lombardie (Italie).

## Historique
Le polyptyque a été commandé au Titien en 1520 par Altobello Averoldi (1468-1531), représentant d'une des plus importantes familles nobles de Brescia et évêque du diocèse de Pola de 1497 à 1531.
Averoldi apparaît, agenouillé, en commanditaire sur le panneau inférieur gauche. Il existe également un portrait de lui par le peintre Francesco Raibolini, conservé à la National Gallery of Art de Washington.
À l'époque de la commande, Titien était engagé dans divers travaux, en particulier la réalisation de trois bacchanales pour le duc de Ferrare Alphonse Ier d'Este. Cette commande remontait à 1516 mais Titien tardait à remettre les œuvres au duc. L'échange de lettres entre le peintre, le duc et Jacopo Tibaldi, représentant du duc à Venise, montre que le duc a essayé d'obtenir, en échange de la troisième bacchanale qui manquait encore, le tableau de saint Sébastien que Tibaldi, dans une lettre datée du 1er décembre 1520, dit avoir vu dans l'atelier du maître : ce panneau serait donc le premier des cinq panneaux du polyptyque à avoir été peint. La date de 1522 apposée sur ce panneau ne prouve rien : elle pourrait très bien avoir été ajoutée par Titien après l'achèvement du polyptyque.
Le reste du polyptyque fut réalisé en 1521 et durant les premiers mois de 1522, et fut inauguré en mai 1522 en présence du commanditaire Altobello Averoldi.
Au cours des siècles, le polyptyque connut plusieurs déménagements : de l'église du XVIe siècle vers l'église actuelle qui date du XVIIIe siècle puis, au début du XIXe siècle, vers l'emplacement qu'il occupe actuellement au fond du chœur, derrière le maître-autel. Il reçut à cette occasion un nouvel encadrement en marbre, de style néo-classique, dessiné par l'architecte Antonio Vigliani, peut-être avec la collaboration de Rodolfo Vantini, le concepteur du cimetière monumental de Brescia.
Il faillit être vendu au XIXe siècle.

## Description
Le polyptyque, daté et signé de 1522, est constitué de cinq panneaux peints à l'huile sur toile, auxquels Luciano Anelli donne les noms suivants :
- Cristo Risorto (le Christ ressuscité), 278 × 122 cm ;
- Une « Annonciation  d'encadrement » (donc en deux panneaux séparés) :
  - L'Angelo nunziante (Ange annonciateur), 79 × 65 cm ;
  - L'Annunziata (Vierge annoncée), 79 × 65 cm ;
- i SS. Nazaro e Celso con il donatore Altobello Averoldi (les saints Nazaire et Celse avec le donateur Altobello Averoldi), 170 × 65 cm ;
- San Sebastiano (saint Sébastien), 170 × 65 cm.

Le panneau figurant saint Sébastien est signé et daté « Ticianus Faciebat / MDXXII » sur la colonne en pierre sur laquelle repose le pied droit du saint. Comme il a été dit plus haut, ce panneau semble avoir été peint en 1520, la date de 1522 était celle de l'achèvement du polyptyque.

Annonciation  d'encadrement, en deux panneaux séparés.
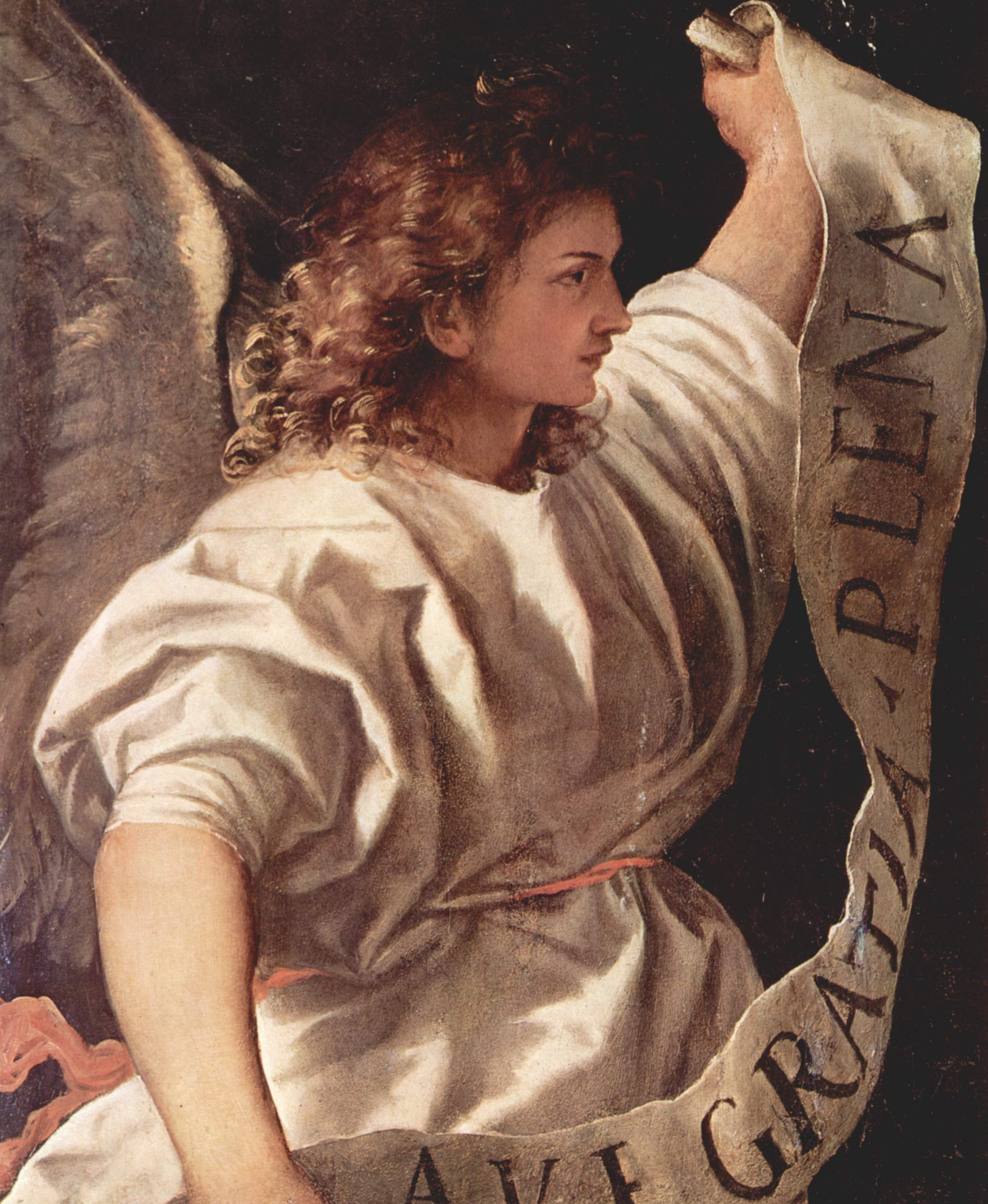
Ange de l'Annonciation.
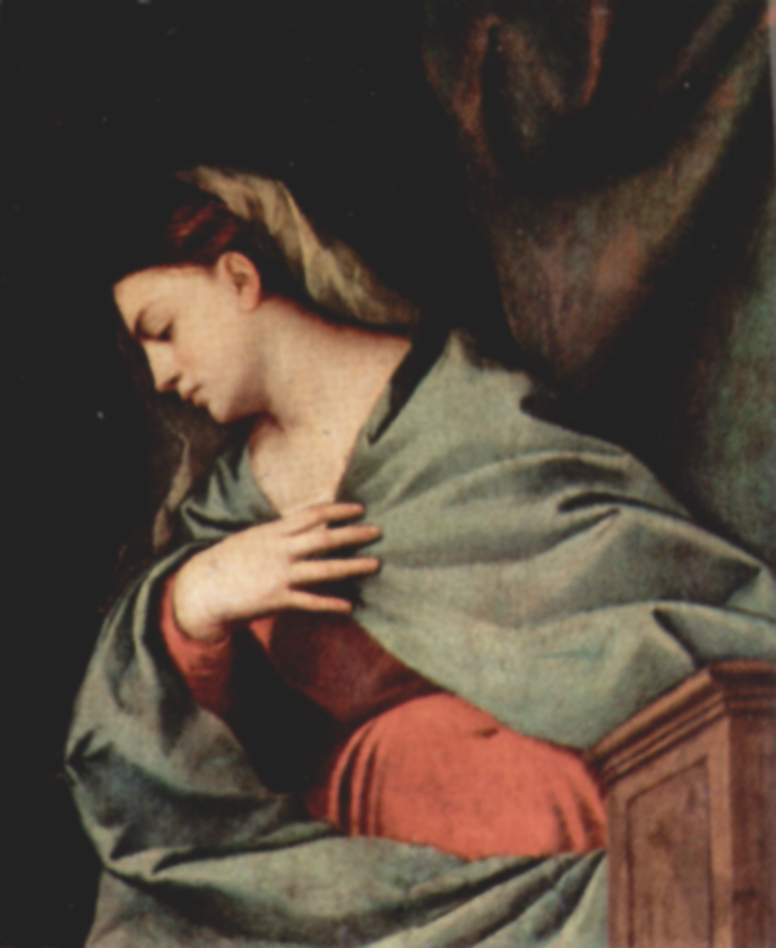
Vierge de l'Annonciation.